# Белфор
Белфо̀р (на френски: Belfort) е град в Източна Франция, административен център на департамента Теритоар дьо Белфор в региона Бургундия-Франш Конте. Разположен е на бреговете на река Савурьоз между планините Вогези и Юра и на стратегическия път, свързващ долините на Рона и Рейн. Населението му е 51 327 души (2009).

## Известни личности
Родени в Белфор
- Донасиен Лоран (1935 – 2020), етнограф
- Софи Дол (1965 – ), писателка
- Таар Раим (1981 – ), актьор